# Karel Brantl
Karel Brantl, též Karl, či Carl (14. září 1801, Žamberk – 25. května 1871, Vídeň; křtěn jako Karel Ferdinand Brantl) byl silniční a železniční technik, historik, archeolog a kreslíř vrcholné doby hradního romantismu. Vedle své technické profese věnoval svůj čas a nadání pro probuzení zájmu o českou historii a připomenutí významu zdejší kulturní krajiny. Zajímal se od mládí o historii, později jako cestmistr a silniční technik zejména o historickou topografii a archeologii, lze jej řadit mezi průkopníky české kastelologie. Dokladem je jeho členství v Archeologickém sboru Národního muzea v Praze a příležitostná publikační činnost. Seznámil se s historikem Františkem Palackým, vedl korespondenci s Václavem Krolmusem, dopisoval si také s Karlem Aloisem Vinařickým. Spolupracoval s Matyášem Kalinou z Jäthensteinu. Podle všeho se osobně setkal také s básníkem Karlem Hynkem Máchou (1810-1836) a také s vlasteneckou rodinou Hekovou.

## Život
Narodil se na zámku v Žamberku v rodině justiciáře Cölestina Brantla (*asi 1763), který vykonával svůj pověřený úřad na zdejším panství hraběte Františka Adama z Bubna a Litic (1760-1809). Karlova matka se za svobodna jmenovala Josefa Poorová (*asi 1765-1832) a pocházela z rodiny císařského políra na Novém Městě v Praze. Karel vychodil nejprve normální školu v Kyšperku (dnešní Letohrad). V letech 1818-1820 studoval na Gerstnerově Královském stavovském technickém učilišti v Praze. Po ukončení studií nastoupil na místo technického praktikanta u silničního komisařství v Novém Boru. Roku 1824 pak profesně postoupil dále jako kontrolní silniční technik a cestmistr v Doksech, přičemž odtud dohlížel coby c. k. silniční stavitel na výstavbu státní silnice z Mladé Boleslavi přes Doksy do Rumburku a později dozíral také na úsek státní silnice z České Lípy do Bělé pod Bezdězem (v matrikách svých pozdějších dětí je uveden jako k. k. Strassenmeister, tj. císařsko-královský cestmistr). Jeho první žena a matka jeho tří synů (sňatek 1826) Amálie Terezie Johana Hanelová (1804-1831) byla dcerou sklářského obchodníka v Novém Boru. Druhá žena (sňatek 1832) a matka jeho čtvrtého syna Karolina Hellerová (*asi 1805) byla dcerou kartounářského tiskaře v Großenhainu v Sasku. Rodina žila v Doksech až do roku 1843, poté Brantlovi odcházejí do Prahy, kde Karel pracuje jako stavební technik při stavbě olomoucko-pražské a pražsko-drážďanské dráhy. Trasoval také některé projektované železnice, např. z Prahy do Rumburka, z Pardubic do Liberce, z Prahy do Plzně a do Chebu. Psal odborné články o železničních stavbách. Později působil coby c. k. revident při pražském nádraží; u křtu vnoučat na konci 50. let 19. století je uváděn jako c. k. státní železniční inženýr v Krakově v Haliči. V 60. letech odešel na zasloužený odpočinek za částí své rodiny do Vídně a zde také 25. května 1871 ukončil svou životní pouť. V roce 1859 byl císařem vyznamenán zlatým záslužným křížem (Das Goldene Verdienstkreuz) coby zasloužilý dopravní úředník (Verkehrsbeamte).

## Badatelská a publikační činnost

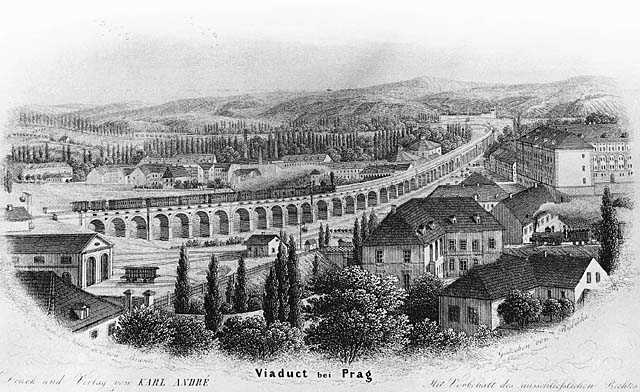
Negrelliho viadukt v Karlíně, lept, 1854

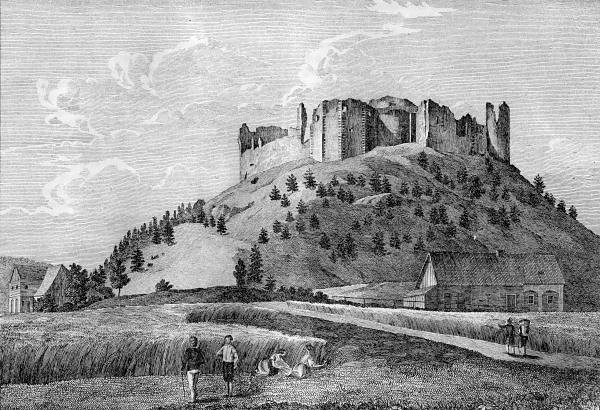
Tolštejn

Publikoval různá pojednání, články a historické skici, které se převážně zabývají českými hrady, pravěkými a raně středověkými hradišti. Již v roce 1831 vydal s vlastními ilustracemi knihu o historii hradu Bezdězu- Die Ruine Des Berges Bößig, k níž napsal doslov František Palacký. V Neues Lausitzisches Magazin mu v roce 1834 vyšel článek Beiträge zur Geschichte des Oybins (Příspěvek k historii Ojvína), ve kterém shrnul poznatky ze svého archeologického výzkumu hradu a kláštera na kopci Žitavských hor. Ruiny hradu a kláštera Ojvín byly objeveny a znovu vzkříšeny romantiky, kteří začali komplex nejen opravovat, odkrývat suť a rekonstruovat, ale záhy se i poměrně kriticky vyrovnávat s některými faktografickými nesrovnalostmi. Na tomto neoficiálním programu se podílela celá řada autorů. Brantl patřil k těm, kteří zde pomohli uchovat značné množství materiálu a vykonali mnoho pro záchranu a sanaci ruin hradního a klášterního areálu. Roku 1837 pak ve stejném časopise publikuje příspěvek Welche Raubburgen wurden im Mittelalter von der Macht der Sechsstädte zerstört? (Které loupeživé hrady byly ve středověku zničeny vojskem Šestiměstí?). Zmíněný lužický časopis byl vytvořen jako publikační platforma Hornolužické společnosti věd, jíž byl Brantl také řádným členem. V roce 1840 v Časopise českého musea publikoval článek - Výsadní list pořádku pekařského v Doksech od roku 1585. Roku 1858 vytvořil pohledovou mapu železnice a paroplavby, kterou využívali pasažéři cestující vlakem a parníkem na trase z Prahy do Drážďan- Prag-Dresdener Panorama für Touristen der Eisenbahn und Dampfschiffahrt. Jedná se o velkou panoramatickou mapu (241 x 25 cm) a jednu menší (21 x 15 cm), které jsou uloženy v kartonových v deskách. Na mapě jsou Brantlem s neskutečnou precizností vyobrazeny významné památky nacházející se v okolí trati z Prahy do Drážďan. Uplatnil zde technické znalosti silničního a železničního technika a současně i své topografické znalosti, mnohaletý průzkum zdejších památek, výtvarné nadání a cit. Z této pohledové mapy patří k nejčastěji reprodukovaným ilustracím Brantlův panoramatický pohled na Negrelliho viadukt v Praze. Mapa je kompletně zdigitalizována Výzkumným ústavem geodetickým, topografickým a kartografickým. Brantl psal a publikoval i ve stáří, o čemž svědčí např. jeho studie Kamenné valy na Velkém Blaníku v Památkách archeologických z roku 1868.

## Kreslíř vrcholné doby hradního romantismu
Brantl byl fascinován zříceninami středověkých hradů a tvrzí a stal se tak jedním z významných kreslířů vrcholné doby hradního romantismu. Jeho sbírku kreseb hradů, zřícenin a heraldik pravděpodobně obdivoval i Karel Hynek Mácha (1810-1836), s nímž ho seznámil Máchův souputník Eduard Hindl (1811-1891). Brantl si pořizoval obrázky hradů a tvrzí v místech svého působení, především na severu a západě Čech. Původně měl zřejmě za cíl vydání vlastního uceleného díla o českých hradech a tvrzích, nakonec se však připojil k projektu mladšího a stejně zapáleného kolegy - Františka Alexandra Hebera (1815-1849), autora rozsáhlé sedmisvazkové encyklopedie- Böhmens Burgen, Vesten und Bergschlösser (České hrady, tvrze a zámky na vrších, Praha, 1844-1849). Brantl Heberovi dedikoval soubor některých svých kreseb, z nichž minimálně 30 posloužilo v encyklopedii jako podklad k vytvoření ilustrativních rytin a protože po Heberově smrti navázal na jeho dílo mimo jiné také pokračovatel české kastelologie August Sedláček (1843-1926), ocitl se tento soubor Brantlových kreseb v Sedláčkově pozůstalosti (tato kolekce je nyní uložená v Historickém ústavu AV ČR a zahrnuje na 120 vyobrazení českých hradů na zhruba 80 listech). Řadu kreseb z tohoto souboru publikovala Dobroslava Menclová ve své knize České hrady (1972, 1976). V Heberově díle jsou publikovány i Brantlovy kresby, jejichž originály dnes k dispozici nejsou, respektive místo jejich případného uložení není známo. Některé zdroje uvádějí že Brantl vytvořil kolem 400 vyobrazení. Jednotliviny se nacházejí i v dalších institucích, především v pražském Národním muzeu, kde jsou uloženy kresby Helfenburka u Úštěku (1830), Kamýku (u Litoměřic), Kosti (1830), Mladé Boleslavi (1830), Ralska, Sloupu (1830), Tolštejna (1830) a Valečova (hrady Helfenburk, Sloup a Tolštejn jsou zastoupeny i v kolekci v Historickém ústavu), kresby Černíkovic a Rychnova nad Kněžnou najdeme v pražské Národní galerii. Brantl při své práci dovedl skloubit nadání technické i umělecké. Přestože nezískal nějaké výtvarné vzdělávání, jeho kresby mají dodnes svůj půvab a ovšem i dokumentární hodnotu.